# 泰宁尚书墓
泰宁尚书墓，位于中国福建省泰宁县梅口乡水际村长滩人形山，是明天启年间太子太师协理京营戎政兵部尚书李春烨及夫人合葬墓。明崇祯十六年（1643年）建。位于长滩人形山山腰，坐北朝南，呈长方形，面宽12.2米，进深35米，分9级平台，占地面积约500平方米。全部用花岗岩石板和河卵石铺砌。工程浩大，石雕工艺精湛，是研究明代福建官宦之家葬俗和雕刻技艺的重要实物资料。2005年5月11日公布为第六批福建省文物保护单位。